# Cáterin Bravo
Cáterin Bravo Aránguiz (Halle, República Democrática Alemana, 28 de diciembre de 1975) es una esgrimista franco-chilena.

## Carrera deportiva
Nació en el seno de una familia de esgrimistas, siendo hija y nieta de Maestros de Armas. Comenzó su carrera a la edad de 7 años en Francia, donde logró un Campeonato Departamental juvenil en florete, pero luego su entrenador la cambió a la modalidad de espada, logrando ser campeona del Ranking Nacional de Francia en la categoría cadete, y conformó el equipo de ese país para el Campeonato Mundial Cadete realizado en Bonn en 1992.
En 1995 su padre, Héctor Bravo Zamora, fue contratado como director técnico nacional por la Federación Chilena de Esgrima, por lo que su familia se trasladó a Chile, donde integró la selección nacional del deporte.
Ha tenido destacadas participaciones en Juegos Suramericanos, donde ha logrado el oro en las ediciones de 1998 y 2002, y la plata en 2006 y 2014. En 2011 logró el bronce panamericano y sudamericano. También ha participado en los Juegos Olímpicos, en sus ediciones de Sídney 2000, donde sólo llegó a la primera ronda de espada femenina, cayendo frente a la letona Julija Vansovica por 15-5, y en Londres 2012.
Ha ejercido como vicepresidenta del Comité Asesor Ministerio del Deporte, miembro de la Comisión Consultora de los Juegos Suramericanos Santiago 2014, vicepresidenta en la Agrupación Nacional de Deportistas de Alto Rendimiento de Chile (DARChile), vicepresidenta de la Comisión de atletas del Comité Olímpico de Chile, y presidenta del club de Esgrima Scaramouche. Es profesora de esgrima en la Escuela de aviación y el Club Deportivo Manquehue.

## Palmarés
- 1ª Ranking Nacional Francés en la categoría cadete y seleccionada nacional francesa, mundial Bonn 1992.
- Seleccionada nacional chilena desde 1996 hasta la fecha.
- 15 veces ganadora ranking nacional chileno y Campeona de Chile,
- 8 títulos de campeona Sudamericana (Ind. y equ.),1996- 1998- 2002- 2007- 2008- 2013.
- 4 medallas Panamericanas, Buenos Aires 2000- Rio 2001- Rio 2004- Reno 2011.
- 2 veces medallistas en torneos satélites internacionales FIE, Belgrado 2011 - Newcastle 2013.
- 2 Clasificaciones Olímpicas, Sídney 2000 - Londres 2012.
- 4 veces ganadora del “Cóndor de Bronce”, premio otorgado por el Círculo de Periodistas Deportivos de Chile al “Mejor deportista del año” (1998, 2000, 2012 y 2013).